# Liste der württembergischen Außenminister
Dies ist eine Liste der württembergischen Außenminister ("Chef des württembergischen Ministeriums der auswärtigen Angelegenheiten").

## Liste
Amt eingerichtet am 1. Januar 1806
- 1806–1807: Georg Ernst Levin von Wintzingerode
- 1807–1812: Ludwig von Taube
- 1812–1814: Ferdinand Ludwig von Zeppelin
- 1814–1816: Georg Ernst Levin von Wintzingerode
- 1816–1819: Ferdinand Ludwig von Zeppelin
- 1819–1823: Heinrich Levin von Wintzingerode
- 1823–1848: Joseph Ignaz von Beroldingen
- 1848–1849: Karl von Roser
- 1849–1850: Karl von Waechter-Spittler
- 1850–1851: Joseph von Linden
- 1851–1854: Constantin Franz von Neurath
- 1854–1855: Joseph von Linden
- 1855–1864: Karl Eugen von Hügel
- 1864–1870: Karl von Varnbüler
- 1870–1871: Adolf von Taube
- 1871–1873: August von Wächter
- 1873–1900: Hermann von Mittnacht
- 1900–1906: Julius von Soden
- 1906–1918: Karl von Weizsäcker
- 1918–1918: Theodor Liesching
- 1918–1920: Wilhelm Blos

Amt aufgelöst im Juni 1920